# Savières
Savières is een gemeente in het Franse departement Aube (regio Grand Est). De plaats maakt deel uit van het arrondissement Nogent-sur-Seine. Savières telde op 1 januari 2022 1.075 inwoners.

## Geografie
De oppervlakte van Savières bedroeg op 1 januari 2022 18,54 vierkante kilometer; de bevolkingsdichtheid was toen 58 inwoners per km².
De onderstaande kaart toont de ligging van Savières met de belangrijkste infrastructuur en aangrenzende gemeenten.

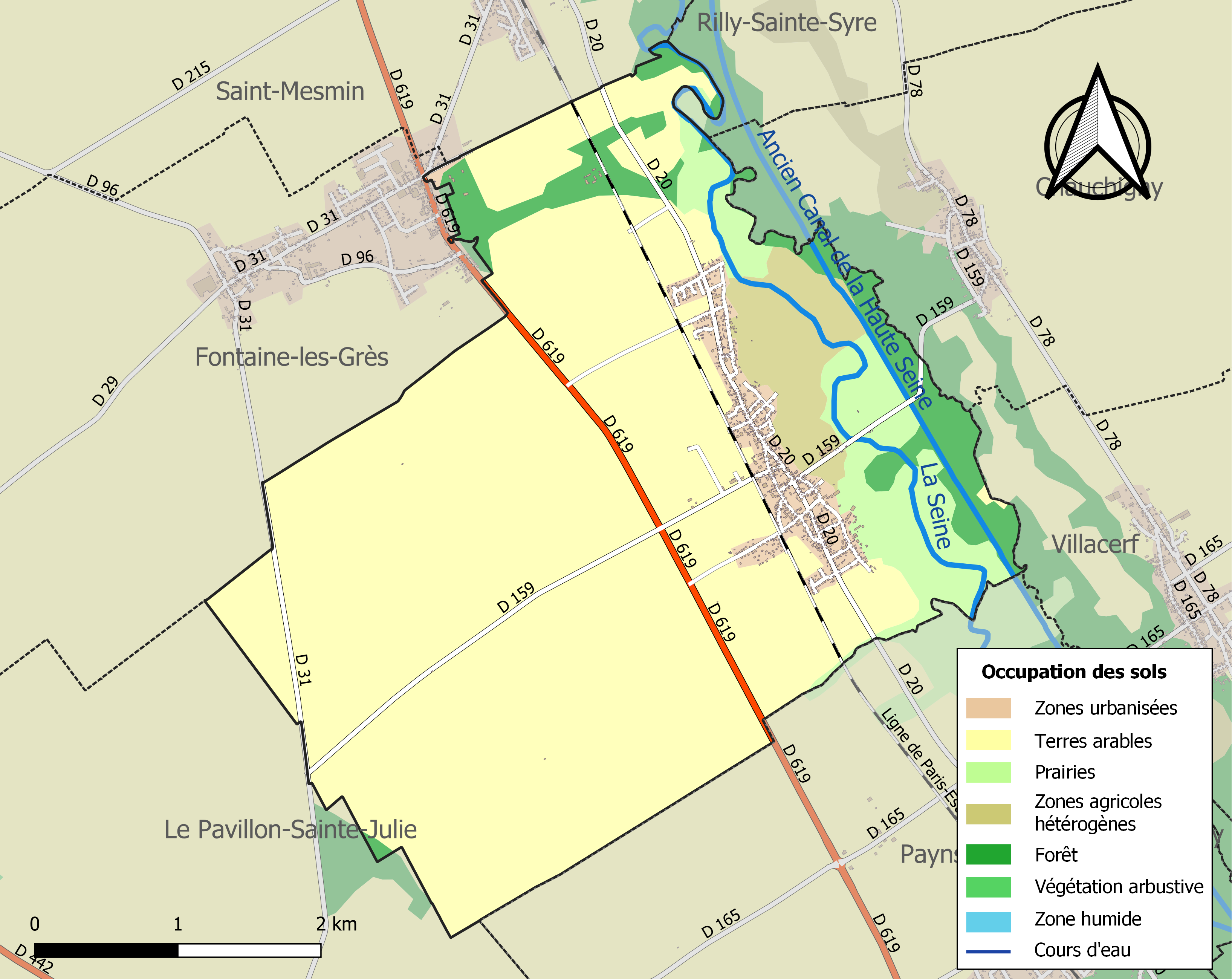

## Demografie
Onderstaande figuur toont het verloop van het inwonertal (bron: INSEE-tellingen).

Vanwege een beveiligingsprobleem met de MediaWiki Graph-software is het momenteel niet mogelijk deze grafiek weer te geven. Zodra de software is bijgewerkt zal de grafiek vanzelf weer zichtbaar worden.